# سكيكدة
سكيكدة المسماة قديما روسيكادا، تقع المدينة شرق الشريط الساحلي الجزائري علي امتداد 140 كلم تقريبا، وهي عاصمة لولاية سكيكدة تمتاز بشواطئ جميلة، وميناء سكيكدة حاليا من الموانئ الرئيسية في الجزائر.
الطبيعة والمناخ:
- ولاية ساحلية تتمتع بمناخ متوسطي (حار جاف صيفًا، معتدل ممطر شتاءً).
- تشتهر بالغابات والجبال مثل جبال القل وجبال تمالوس.
- تمتلك شواطئ جميلة مثل: شاطئ العربي بن مهيدي، عين دولة، سطورة.

## أصل التسمية
نظرا لتعاقب عدة شعوب على الولاية وباعتبار المدة التي تضمنها اضطرت إلى إعطاء تسميات مختلفة للمنطقة في:
- العهد الفينيقي: روسيكادا RUSICADA
- عند العرب: رأس النار RAS SKIKDA
- عهد الاحتلال الفرنسي: فليب فيل PHILIPPE VILLE

## جغرافيا

### المناخ
يسود ولاية سكيكدة مناخ حوض البحر الأبيض المتوسط، والذي يتميز بشتاء دافئ ممطر، وبصيف حار جاف، فترة التساقط تبدأ من شهر أكتوبر إلى غاية شهر مارس.
فترة الاعتدال والجفاف تبدأ من شهر أفريل إلى غاية شهر سبتمبر، تتلقى الولاية كمية معتبرة من الأمطار إذ تقدر نسبة التساقط السنوي 730 ملم.
| البيانات المناخية لـ{{{location}}}             | البيانات المناخية لـ{{{location}}} | البيانات المناخية لـ{{{location}}} | البيانات المناخية لـ{{{location}}} | البيانات المناخية لـ{{{location}}} | البيانات المناخية لـ{{{location}}} | البيانات المناخية لـ{{{location}}} | البيانات المناخية لـ{{{location}}} | البيانات المناخية لـ{{{location}}} | البيانات المناخية لـ{{{location}}} | البيانات المناخية لـ{{{location}}} | البيانات المناخية لـ{{{location}}} | البيانات المناخية لـ{{{location}}} | البيانات المناخية لـ{{{location}}} |
| الشهر                                          | يناير                              | فبراير                             | مارس                               | أبريل                              | مايو                               | يونيو                              | يوليو                              | أغسطس                              | سبتمبر                             | أكتوبر                             | نوفمبر                             | ديسمبر                             | المعدل السنوي                      |
| ---------------------------------------------- | ---------------------------------- | ---------------------------------- | ---------------------------------- | ---------------------------------- | ---------------------------------- | ---------------------------------- | ---------------------------------- | ---------------------------------- | ---------------------------------- | ---------------------------------- | ---------------------------------- | ---------------------------------- | ---------------------------------- |
| الدرجة القصوى °م (°ف)                          | 28.9 (84.0)                        | 31.1 (88.0)                        | 32.1 (89.8)                        | 35.3 (95.5)                        | 40.0 (104.0)                       | 44.0 (111.2)                       | 46.8 (116.2)                       | 45.5 (113.9)                       | 45.0 (113.0)                       | 39.3 (102.7)                       | 30.7 (87.3)                        | 20.1 (68.2)                        | 46.8 (116.2)                       |
| متوسط درجة الحرارة الكبرى °م (°ف)              | 16.1 (61.0)                        | 16.6 (61.9)                        | 17.5 (63.5)                        | 19.5 (67.1)                        | 22.2 (72.0)                        | 25.1 (77.2)                        | 28.4 (83.1)                        | 28.9 (84.0)                        | 27.3 (81.1)                        | 24.3 (75.7)                        | 20.5 (68.9)                        | 17.1 (62.8)                        | 22.0 (71.5)                        |
| المتوسط اليومي °م (°ف)                         | 12.0 (53.6)                        | 12.3 (54.1)                        | 13.2 (55.8)                        | 15.1 (59.2)                        | 17.9 (64.2)                        | 21.0 (69.8)                        | 23.9 (75.0)                        | 24.6 (76.3)                        | 22.9 (73.2)                        | 19.8 (67.6)                        | 16.1 (61.0)                        | 13.0 (55.4)                        | 17.7 (63.8)                        |
| متوسط درجة الحرارة الصغرى °م (°ف)              | 8.0 (46.4)                         | 7.9 (46.2)                         | 8.8 (47.8)                         | 10.7 (51.3)                        | 13.5 (56.3)                        | 16.7 (62.1)                        | 19.4 (66.9)                        | 20.2 (68.4)                        | 18.5 (65.3)                        | 15.3 (59.5)                        | 11.6 (52.9)                        | 8.9 (48.0)                         | 13.3 (55.9)                        |
| أدنى درجة حرارة °م (°ف)                        | −0.7 (30.7)                        | 0.0 (32.0)                         | 2.0 (35.6)                         | 2.0 (35.6)                         | 3.0 (37.4)                         | 8.0 (46.4)                         | 10.4 (50.7)                        | 11.0 (51.8)                        | 8.0 (46.4)                         | 2.0 (35.6)                         | 0.0 (32.0)                         | −2.6 (27.3)                        | −2.6 (27.3)                        |
| الهطول مم (إنش)                                | 115.3 (4.54)                       | 94.0 (3.70)                        | 75.6 (2.98)                        | 60.8 (2.39)                        | 29.9 (1.18)                        | 13.1 (0.52)                        | 2.9 (0.11)                         | 9.7 (0.38)                         | 30.1 (1.19)                        | 75.0 (2.95)                        | 99.2 (3.91)                        | 123.0 (4.84)                       | 728.6 (28.69)                      |
| متوسط الرطوبة النسبية (%)                      | 75.1                               | 73.0                               | 72.2                               | 73.8                               | 74.0                               | 72.7                               | 71.6                               | 71.0                               | 73.3                               | 72.2                               | 71.4                               | 73.6                               | 72.8                               |
| المصدر #1: NOAA (1961-1990)                    |                                    |                                    |                                    |                                    |                                    |                                    |                                    |                                    |                                    |                                    |                                    |                                    |                                    |
| المصدر #2: climatebase.ru (extremes, humidity) |                                    |                                    |                                    |                                    |                                    |                                    |                                    |                                    |                                    |                                    |                                    |                                    |                                    |

### الموقع
تقع الولاية شرق الشريط الساحلي الجزائري علي امتداد 130 كلم تقريبا وهي محصورة بين البحر الأبيض المتوسط وولاية عنابة، ولاية قسنطينة، ولاية قالمة وولاية جيجل، وإلى الغرب منها تقع قرية أغبال. تُقدر مساحتها بـ 4137.68 كلم² فيما يتجاوز عدد سكانها 800000 نسمة .

## تاريخ

### العهد الفينيقي

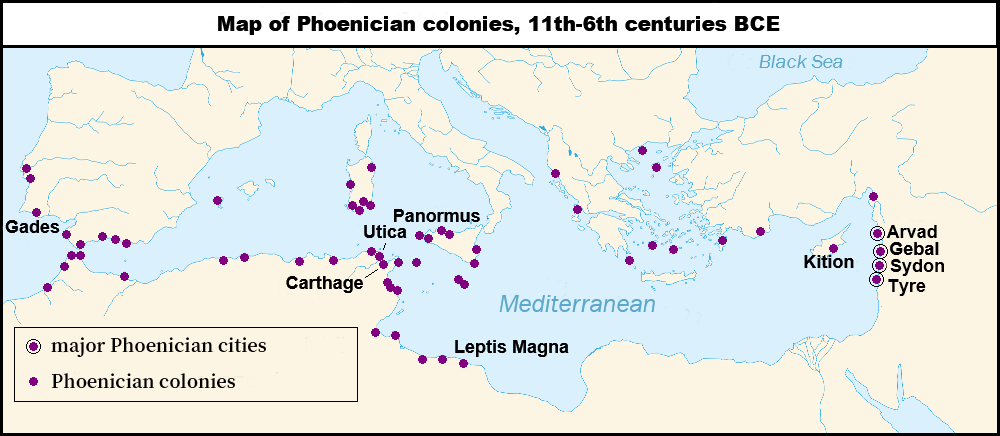
محطات بحرية فينيقية

يعود تاريخها إلى العهد الفينيقي عندما قام الفينيقيون ما بين القرنين ال11 و 12 ق.م بتأسيس عدد من المستعمرات المرفئية التجارية في المنطقة مثل تصفتصف (الصفصاف) نسبة لأشجار الصفصاف، أستورا (ستورا)، وسكيكدة التي كانت تعرف عند الفينيقيين باسم روسيكاد (رأس-المنارة) وذلك لأنهم كانوا يشعلون النار ليلا فوق رأس الجبل ليهدوا السفن إلى ميناء أستورا نسبة للألهة (عشتروت) والذي يقع على بعد 3كم غرب روسيكاد وكانت أستورا ميناء روسيكاد الرئيسي لأن مياهه هادئة دائما ومحمي من الرياح الشمالية الغربية العاصفة بالمنطقة مما شجع على أن تكون ميناء لها.

### العهد النوميدي
ثم جاء العهد النوميدي (من القرن 3ق.م إلى القرن 1ق.م). فقد كانت سكيكدة عبارة عن قرية قليلة البنايات وظيفتها إشعال النار في المناطق العليا منها منطقة بوعباز وذلك لتمكين السفن من الرسو بالميناء. وكانت روسيكاد تطل على الخليج الذي أسماه الرومان (سينوس نوميديكوس) أو خليج نوميديا.
بعد هزيمة قرطاجة في الحرب البونيقية الثانية(218-202 ق.م) أصبحت روسيكاد وأستورا من ممتلكات ماسينيسا ملك نوميديا فتطورت روسيكاد تطورا كبيرا خلال الفترة النوميدية فقد كانت تساهم في تحسين العلاقات التجارية بين الرومان ونوميديا حيث كانت تصدر اللحوم والزيتون والثمار إلى الرومان وكل مستعمراتهم.

### العهد الروماني

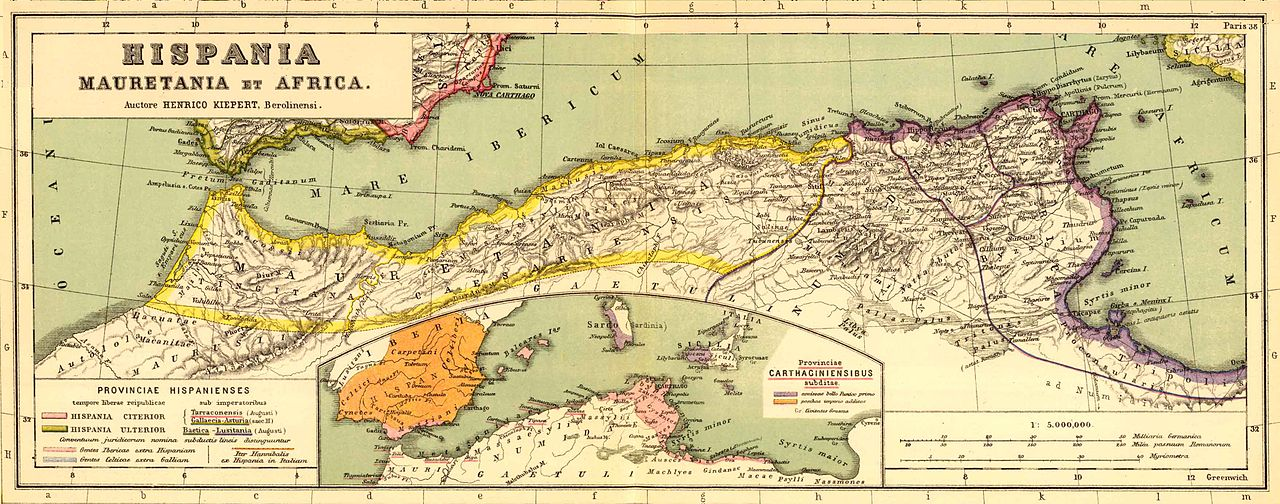
مقاطعات شمال إفريقيا في الحقبة الرومانية

و بعد سقوط مملكة نوميديا عام 105 ق.م أصبحت روسيكاد وأستورا من المستعمرات الرومانية وكانت تسمى ب (كولونيا فينيريا روسيكادا) ودخلت روسيكاد في الكونفدرالية الرومانية التي ضمت المدن المهمة قيرتا (قسنطينة)، ميلاف ميلة وشولو القل وتحول اسم تصفتصف إلى (ثابسوس).
قام الرومان بمد روسيكاد بشبكات من الطرق تمدها بعدد من المدن من أجل تسهيل نقل المنتجات الزراعية .
في سنة 45 ق.م وبعد انتصار “بوليوس” قيصر الروم على “موبي” وحليفه الملك النوميدي “يوبا الأول”، أستولى الرومان على القطر كله ما عدا جنوبه وسلمت مقاطعة المستعمرات الأربع أو ما تسمى فيدراليـــــــــة سيرتا (قسنطينة) وروسيكادا (سكيكدة) وشولو (القل) وميلاف (ميلة) إلى المغامر “سيتوس” حليف القائد المستعمر بين عامي 146 (تاريخ سقوط قرطاج) وعام 24 بعد الميلاد (تاريخ وفاة”تاكفريناس”القائد النوميدي). استولى الروم على كل الساحل من هيبون”عنابة”إلى “طنجة”.
وقد كانت المدينة قوية وثرية في عهد الأباطرة الانطونيون 96-182م حيث بلغ عدد سكانها ال100،000 نسمة

### العهد الوندالي
و مع قدوم الوندال انتهت نهاية مأساوية وعانت المدينة كثيرا إلى أن هدمت عام 439م ودمّرت مرة أخرى عام 533م على يد آخر ملوك الوندال بعد انحطاطها وتدهورها. وفي القرن ال7 م دخل إليها العرب المسلمون وأسموها رأس سكيكدة.

### العهد الإسلامي
و في صدر الإسلام تم فتح بلاد المغرب ومنه نشر الإسلام وذلك عن طريق حملات متتابعة وكانت جد صعبة وذلك لصعوبة المسالك وجغرافيـــة المنطقة،و كذلك رفض السكان الأصليين للمنطقة الغرباء الدين الجديد، فكانت حملة عقبة بن نافع عام 642م (21هـ) وكان ذلك أثناء خلافة الفاروق عمر بن الخطاب، ثم جاء ابن سيراج والي مصر في عهد خلافة عثمان بن عفان حيث استأنف الفتح فوصل تونس وانتصر على الروم وقضى على “سبيطلة” وكان ذلك عام 648 م (28 هـ) ثم انسحب إلى مصر فعاد البيزنطيون إليها وفي خلافة معاوية جاءت حملة بن خديج على إفريقيا عام 666 م (45هـ) فانتصر وكانت نتيجتها تسبقها الانسحاب بعد النصر.
بدأ الفتح الجدّي لإفريقيا بتأسيس عقبة مدينة القيروان عام 670 م (50هـ) وتم على يد عظماء منهم عقبة وزهير وحسان وموسى بن نصير عــام (804م) (85هـ).

### الإحتلال الفرنسي

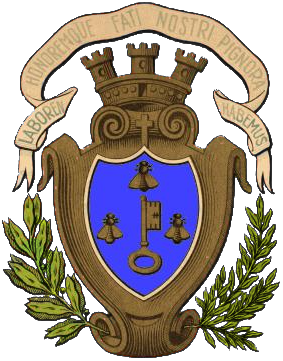
شعار فيليب فيل (سكيكدة سابقا).

إن تاريخ منطقة سكيكدة مرتبط ارتباطا وثيقا بمنطقة المغرب العربي والتي لم تتميز إلا بالاحتلال الفرنسي عندما انطلق الجنرال “نيقريي”يوم 07 أفريل 1838 من قسنطينة على رأس جيشه وفي 09 أفريل وصل هذا الجيش إلى حوض رمضان جمال وبالضبط منطقة “كاندديس” أين استقر بها الجيش.
لقد صادف وجود الجيش الفرنسي بتراب الولاية مقاومة عنيفة من طرف السكان والقبائل خاصة قبائل بني تفوت، بني مهنة، بني إسحاق، بني صالح وأولاد الحاج وبني والبان.
كان المستعمر يعتقد المنطقة (سكيكدة) مجرد آثار أو بقايا من العهد الروماني، وبالتالي بدأ في عملية التجديد حيث قام ببناء مدنية استعمارية، وبعد ذلك ربطها بطرق برية، ومن ثم حدد المرفأ، واستقطب الأوروبيون في سنة 1870.
كان للولاية فضل كبير في نجاح ثورة التحرير وذلك من خلال أحداث 20 أوث 1955 أين عرف فليب فيل « Philippe ville » مصرعه، وبقيت صامدة حتى نالت الاستقلال كباقي ولايات الوطن.

## الأهمية
تعتبر نقطة التدفق لكل المبادلات التجارية القادمة من المدن المجاورة وكذلك هي محور تجاري بين الجوانب الأربعة «الشرق، الغرب، الشمال والجنوب» وهي أيضا مركز اتصال بين داخل المنطقة والبحر ومدينة سكيكدة شرقا، وهذا عبر مختلف فترات الاحتلال التي تزامنت عليها، بفضل مينائها (كثيرا ما يخلط اسمه باسم ميناء سطورة) الذي يتميز بخصوصية وجوده في المركز الروماني سينوس نوميديكوس (Sinus Numidicus) في خليج نوميديا وهو واحد من الخلجان الأكثر أهمية في شمال أفريقيا، بين رأس بوقارون في الغرب ورأس الحديد في الشرق.
- تعتبر مدينة سكيكدة من أهم المدن الجزائرية باعتبارها قطب سياحي واقتصادي هام.

يمتد الشريط الساحلي لولاية سكيكدة على مسافة 140 كم وهو الأطول على المستوى الوطني، تميزه الخلجان خاصة خليج سطورة والقل، وفي مقابل ذلك وجود غابات موازية للشواطئ وهو ما يجعل السياحة الشاطئية أكثر الأنواع السياحية ازدهارا.
تحتفل مدينة سكيكدة سنويا بعيد الفراولة وغالبا ما يقع العيد أواخر شهر ماي.
مدينة سكيكدة مدينة جزائرية يفوق عدد سكانها 300 ألف نسمة.

### من أحياء مدينة سكيكدة
- حي بوجمعة لباردي -
- حي مرج الذيب -
- حي عيسى بوالكرمة -
- حي 500 مسكن -
- حي الممرات
- حي 20 أوت 1955
- حي 700 مسكن
- حي بوعباز
- البناء التطوري
- البناء الذاتي
- حي أول نوفمبر).
- حي الأخوة عياشي (المشهور باسم لاسيا)
- حي الأخوة ساكر
- حي الأمل

## الآثار

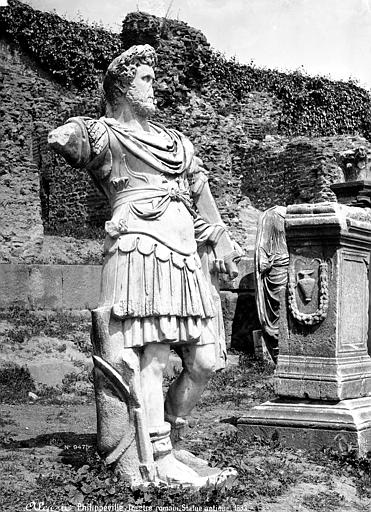
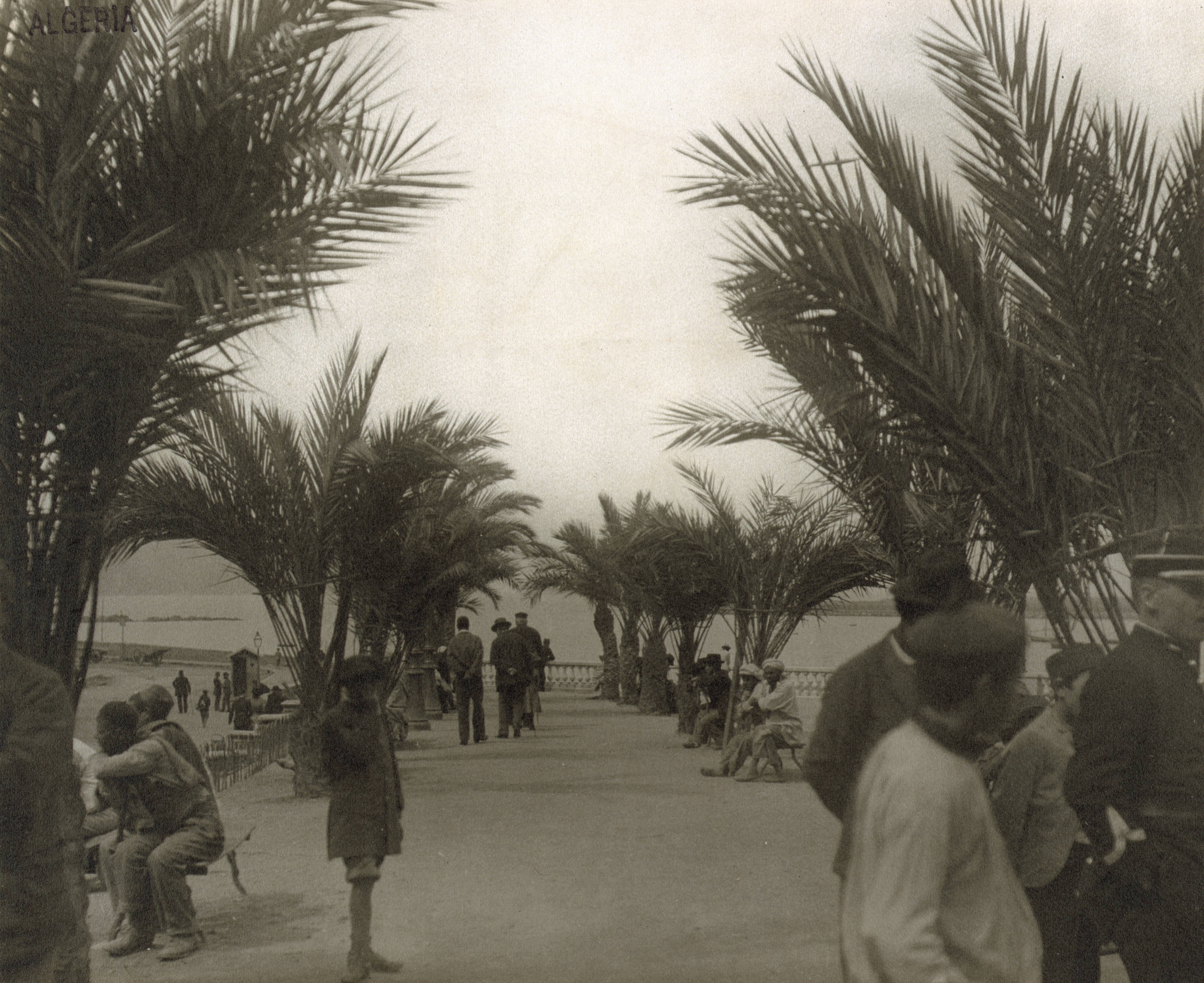
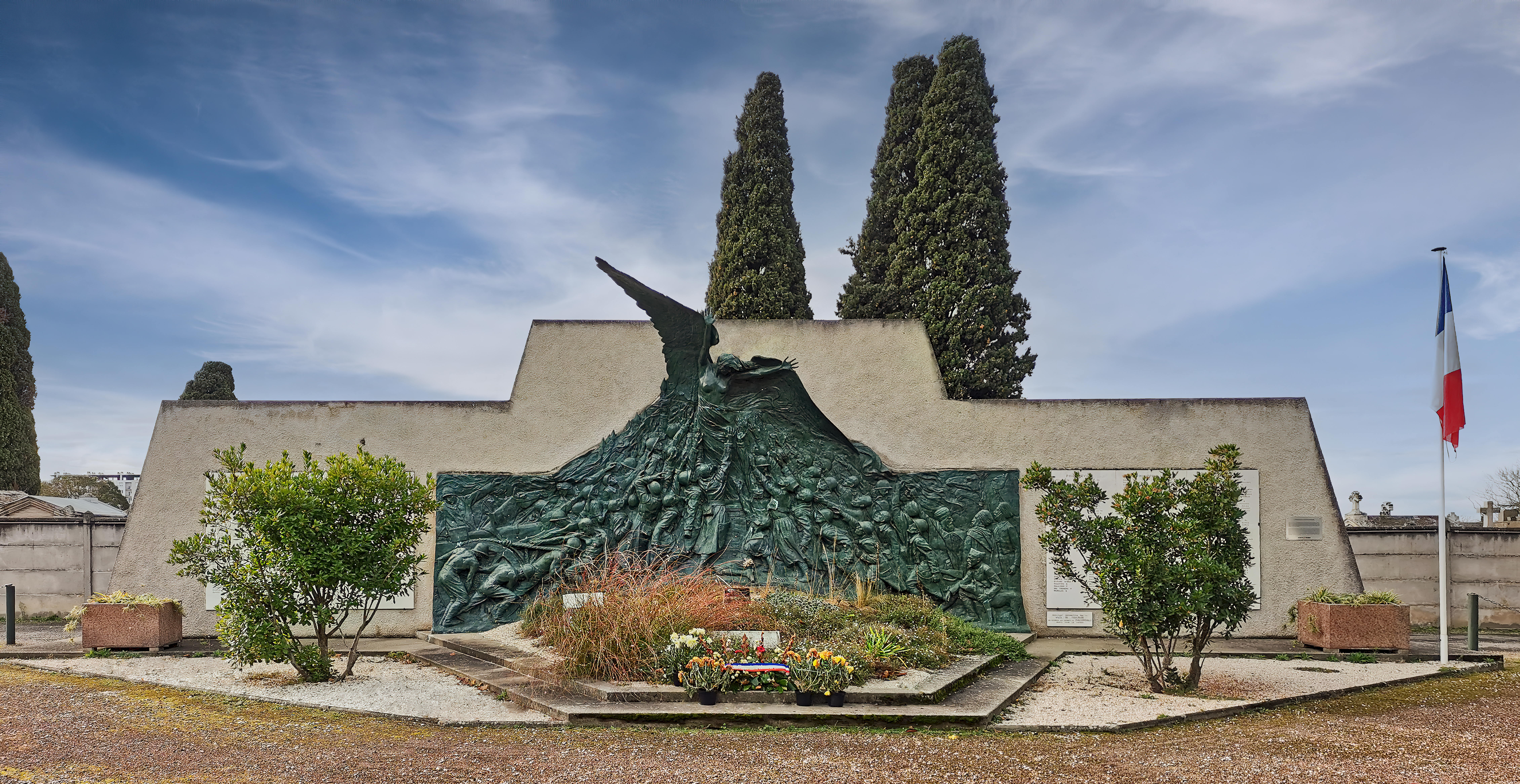

ومن آثار الرومان في سكيكدة الفوروم الروماني المشيد في مركز مدينة روسيكاد وكذلك جسور الطريق العالي لستورا التي كانت جسور رومانية منشأة بصخور كبيرة ولكن للأسف قامت بلدية المدينة بتغطيتها بالبلاط في بداية الثمانينات. وقد بنيت بنايات عدة حديثة فوق أسس معابد الآلهة الرومانية فينوس، جوبيتر وأبولو للأسف الشديد. أما المسرح الروماني القديم في روسيكاد فقد كان يسع لـ 6000 آلاف متفرج الذي يدل على التوسع الكبير للمدينة والذي يعتبر من أوسع المسارح الرومانية في شمال أفريقيا والمغرب العربي، ويقال أنه كان أكبر مسرح روماني في أفريقيا.
انطلاقا من القرن السابع ووصول المسلمين إلى منطقة المغرب تعربت المنطقة، وكانت اللغة العربية سهلة التعلم. والاسم الحالي لرسيكاد يستمد أصوله من العربية، حيث تحول نطقه من sucaicada إلى ras skikda أي رأس سكيكدة لتحديد النقطة الأكثر علوا شرق المدينة، ولقد تعرض لها بالذكر الكثير من المؤرخين كالبكري والإدريسي، وخلال دخول العثمانيين دخلت سكيكدة ضمن بيلك قسنطينة وعاصمتها قسنطينة [بحاجة لمصدر]

### سكيكدة إبان الاحتلال الفرنسي
- احتلت المدينة سنة 1838 أي بعد ثماني سنوات من دخول فرنسا إلى الجزائر . حيث أطلق عليها اسم فيليب فيل (PHILIPPE VILLE).

احتضنت الثورة وكانت مركز هجومات الشمال القسنطيني في 20 أوت 1955
حيث ارتكب الاستعمار بعدها جريمة شنعاء بدفن الأحياء بالملعب البلدي للمدينة حيث ما زالت البلدية تحتفظ بالجرارة في الملعب.

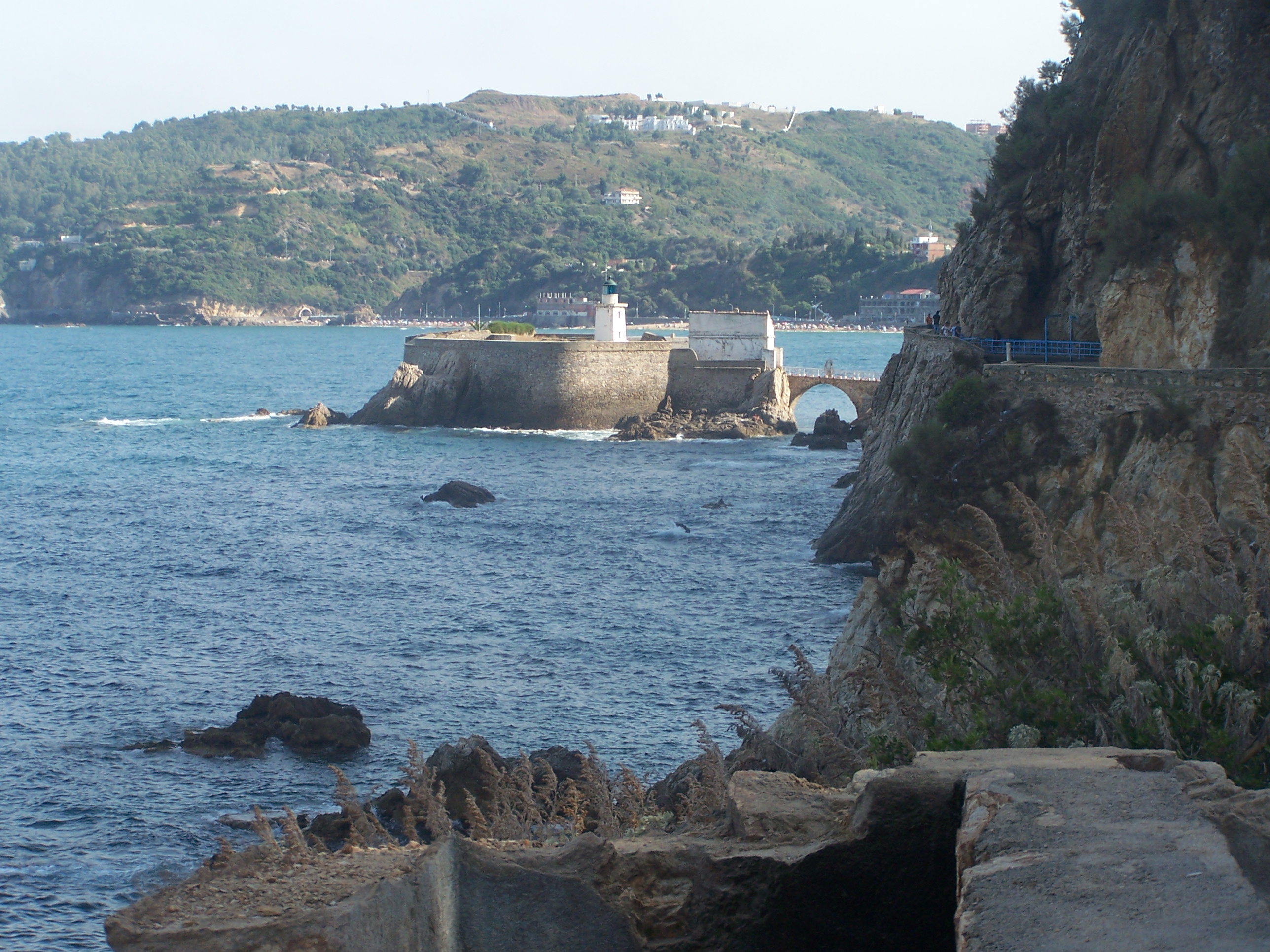
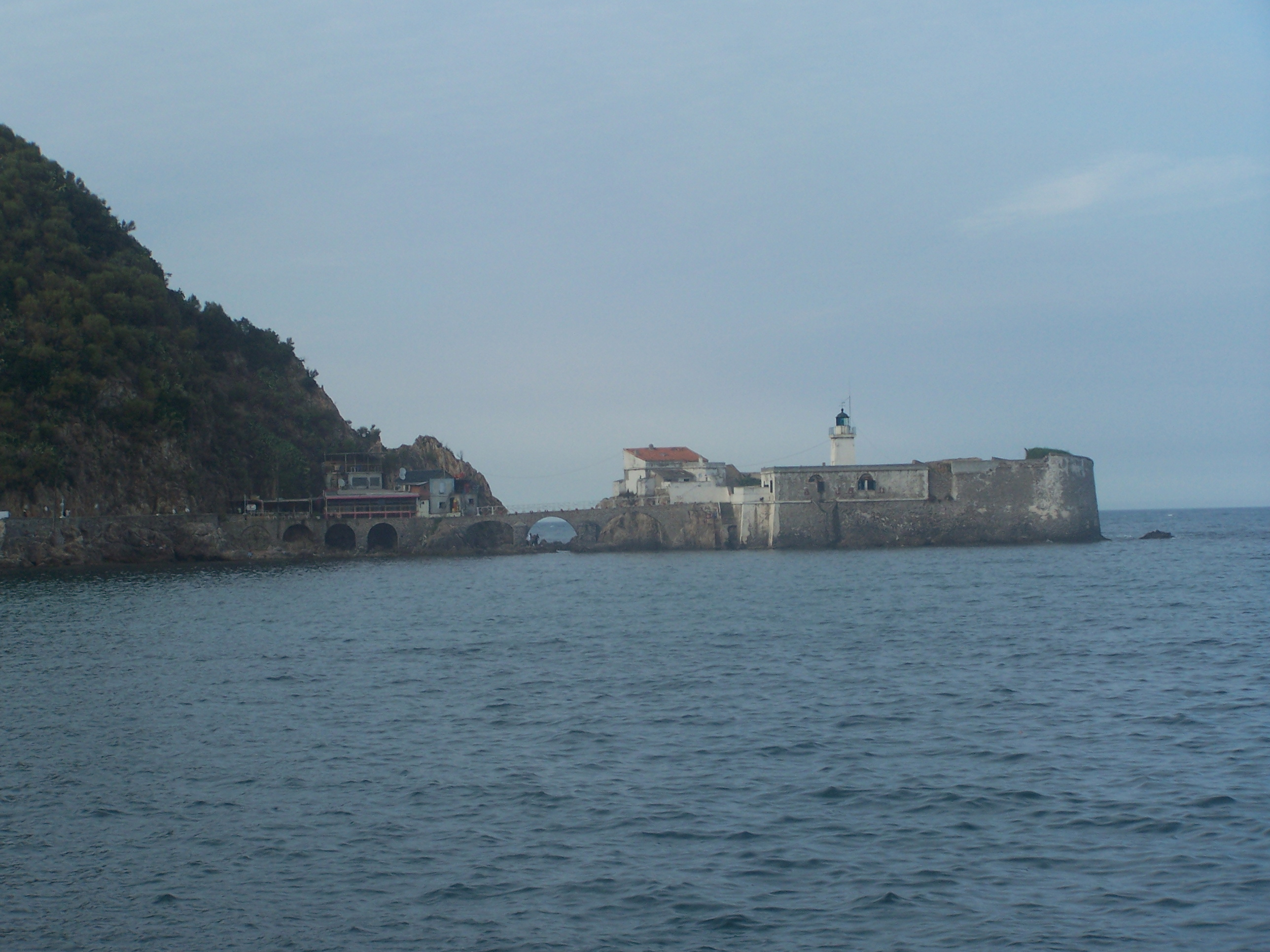
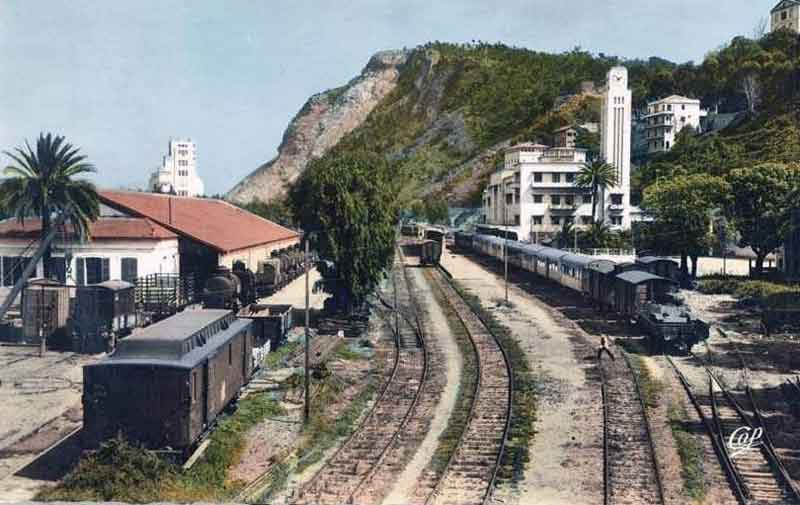

## الرياضة
- ملعب 20 أغسطس 1955 (سكيكدة)
- شبيبة سكيكدة

## معرض الصور

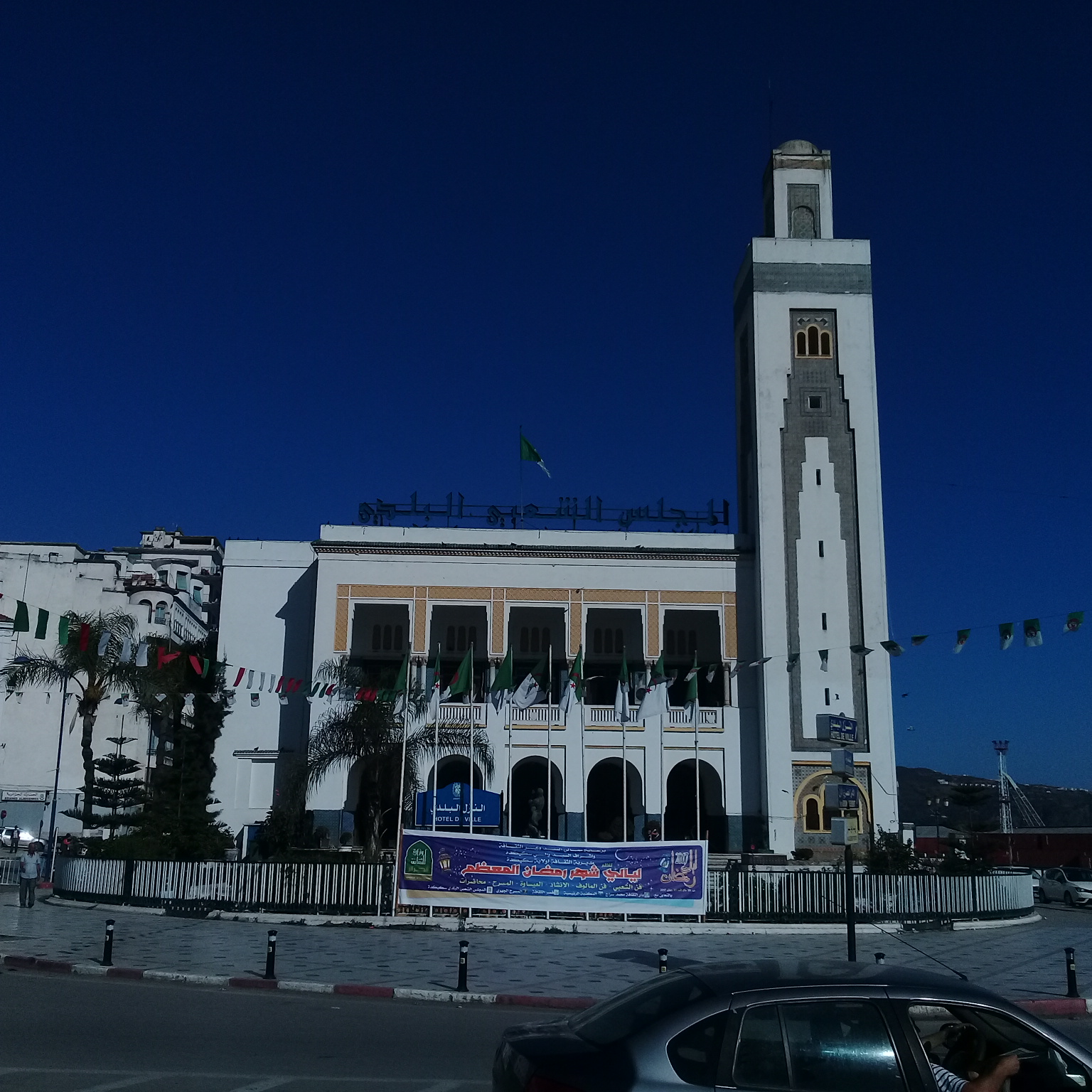
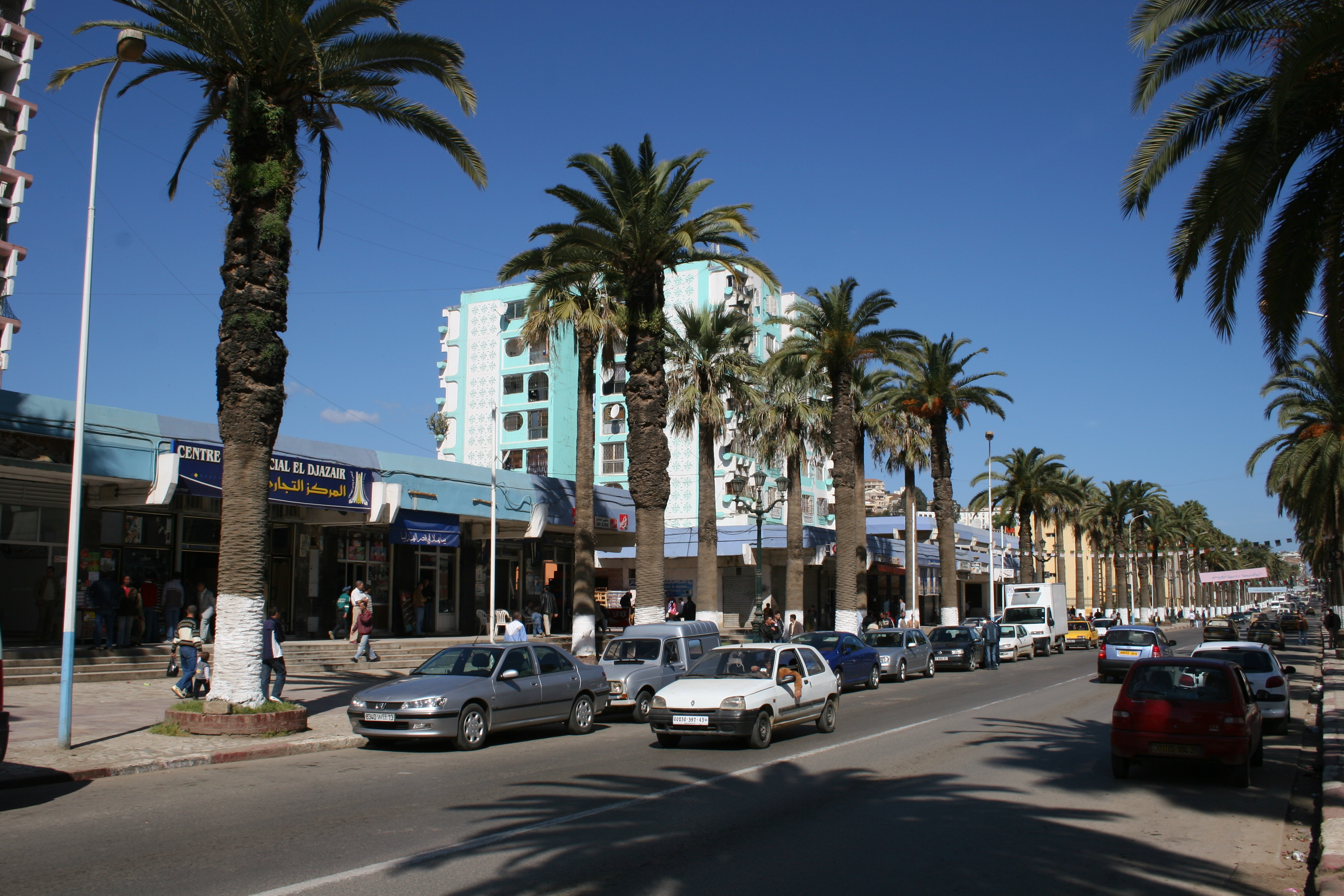
سكيكدة
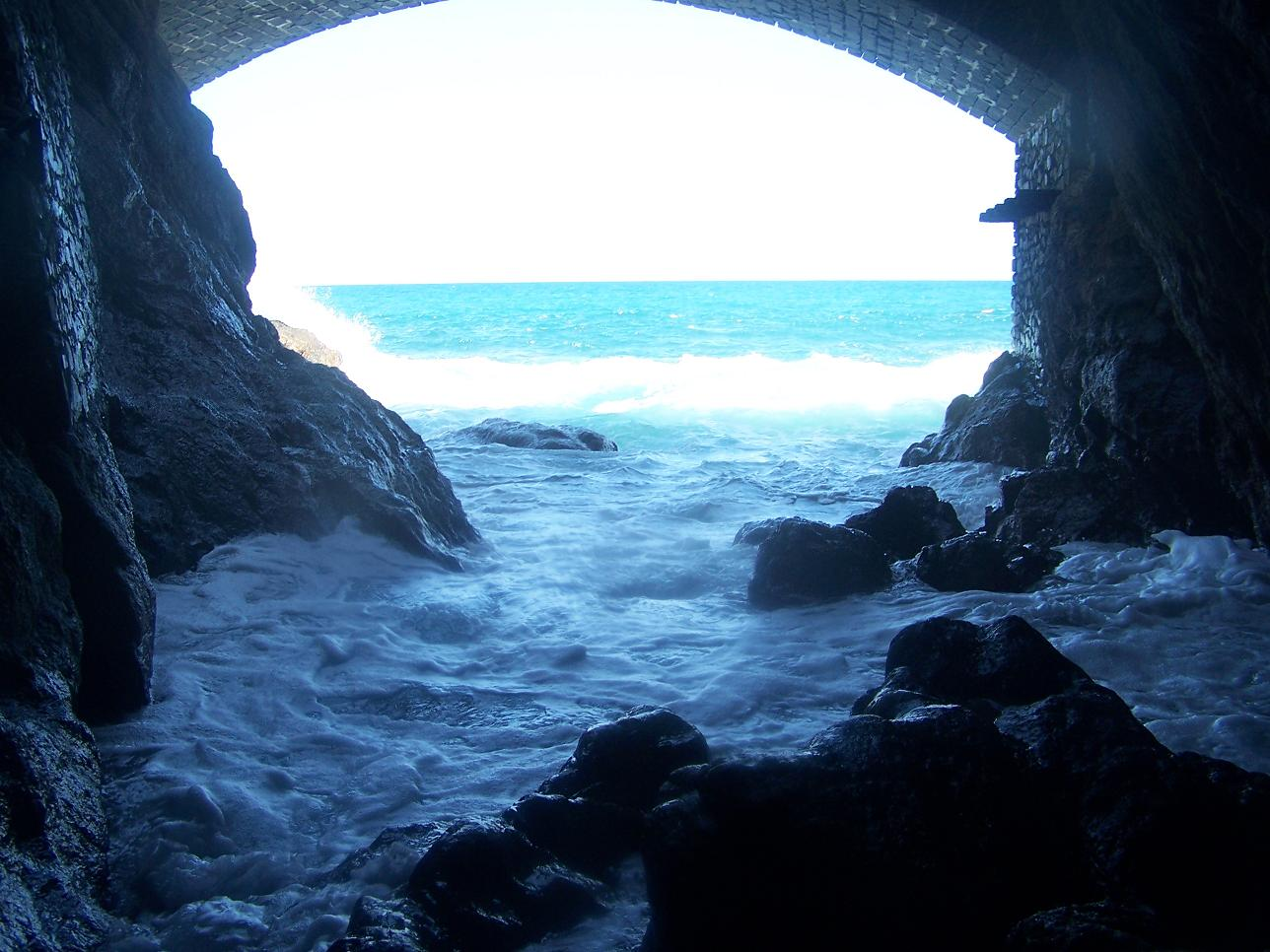
سكيكدة
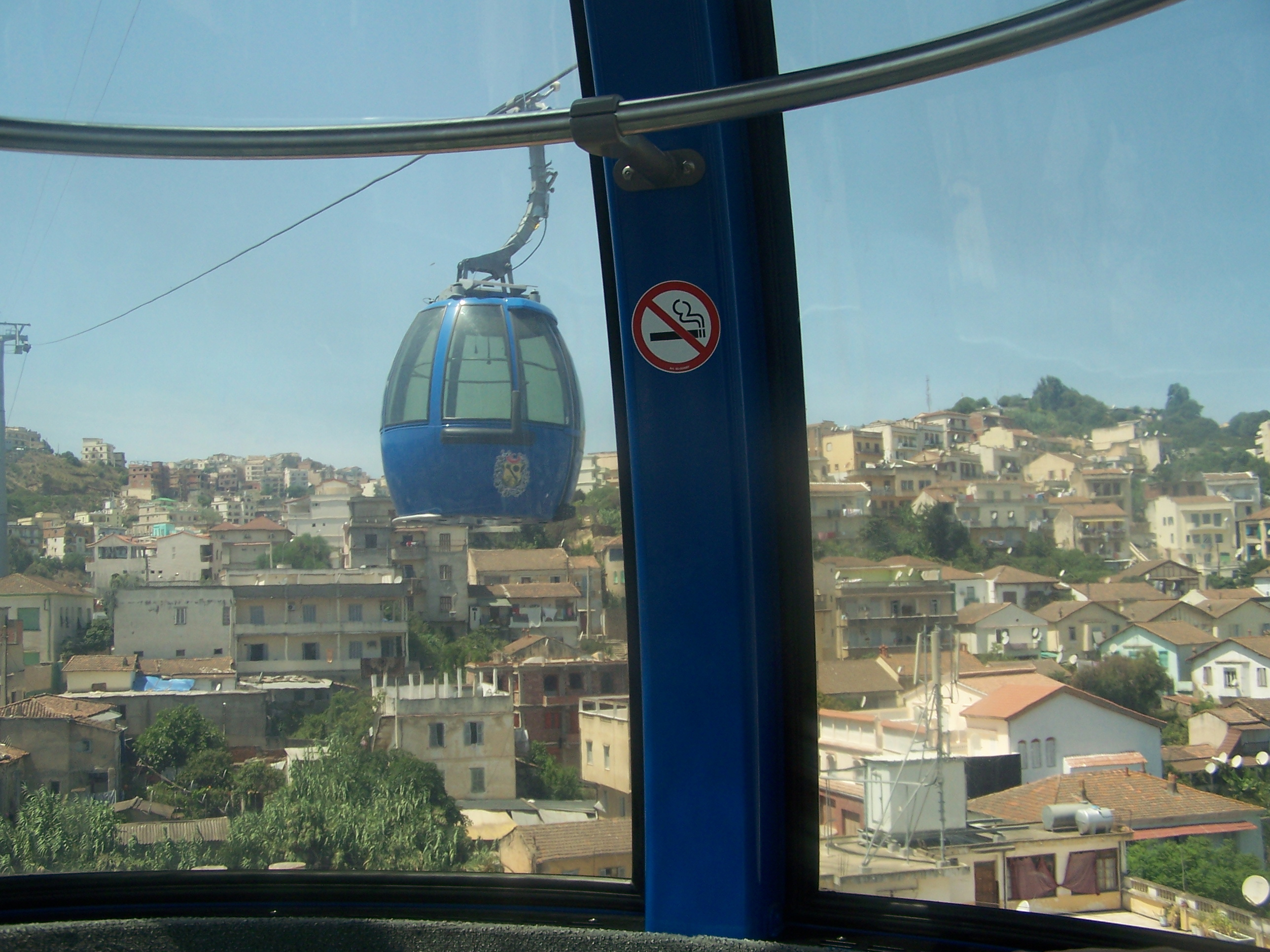
سكيكدة
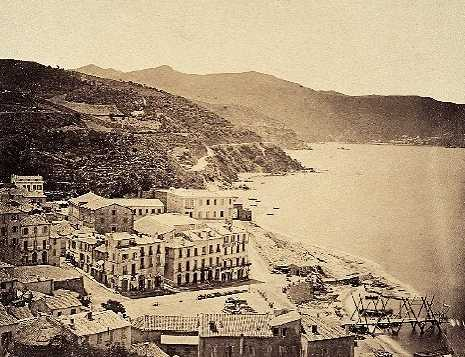
سكيكدة سنة 1856
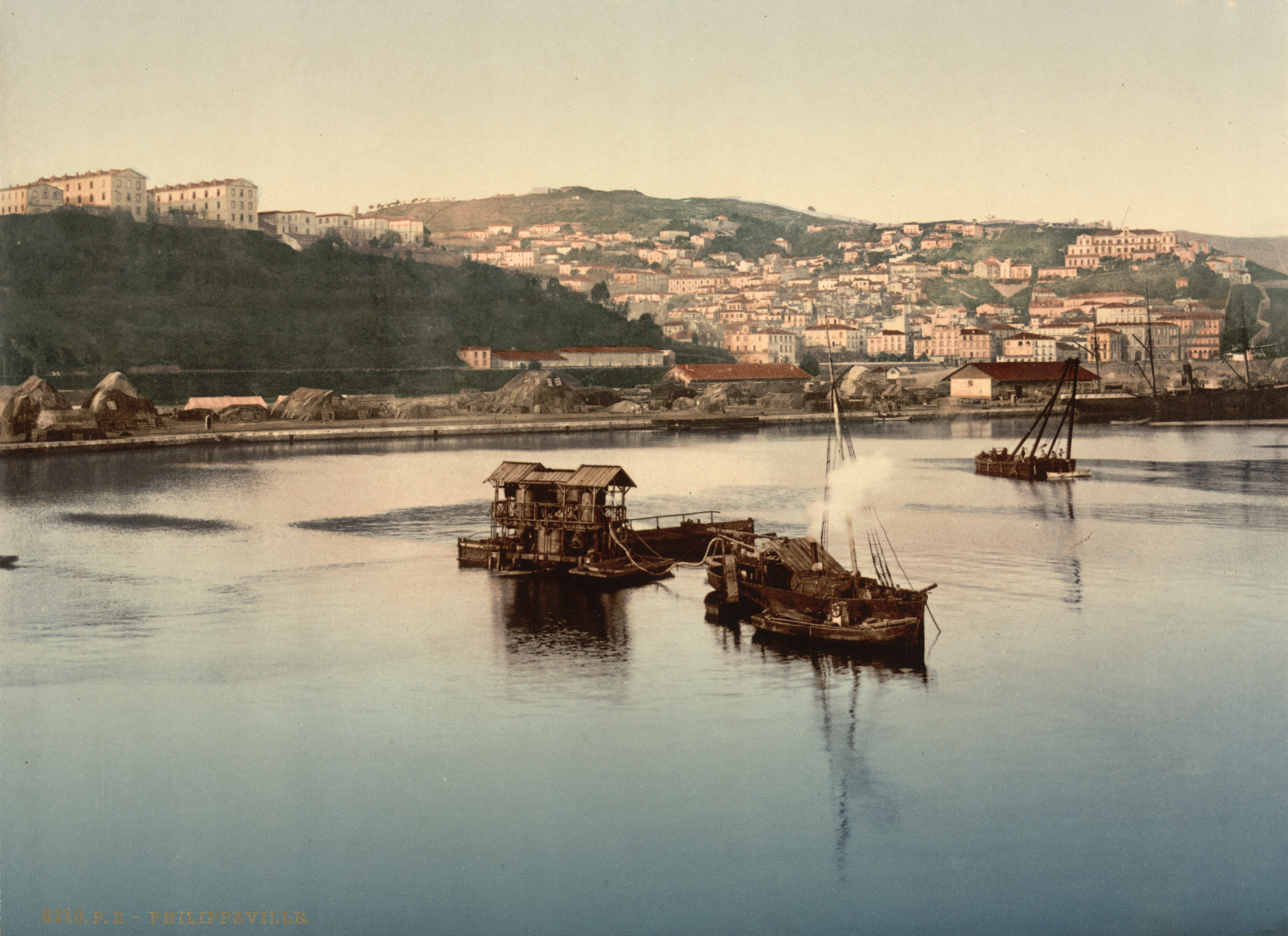
سكيكدة

## من أعلام المدينة
تعرف أسماء ستة من القديسين الروسيكاديين المسيحيين وهم (فيريولوس) الذي حضر مجمع قرطاجة عام (255 م)، والذي ربما مات شهيدا كما في السجلات الكنسية المسيحية،21 فبراير، كذلك نجد (فيكتور) الذي أُدين في مجمع قرتا عام (305 م) بأنه مضلل أو خائن للكتاب المقدس، ونجد أيضا (نافيغيوس) الذي تظهر آثار ونقش يعودون له ضمن الآثار المكتشفة في الكنيسة التي أقيمت للقديسة (ديغنا) في القرن الرابع م، (فاوسيتينيانوس) الذي حضر مؤتمر قرطاجة عام 411 م مع منافسه (جونير)، (قوينتليانوس)(؟) 425 م،(يوسيبيوس) الذي نفاه هينريك ملك الوندال عام 484 م.
الدكتور عبد القادر نطور أكادمي كاتب وصحفي
- لعلاوي عبد الحميد - دراسات عليا فنون جميلة دفعة 1996 تخصص: فن جرافيكي
- العقيد علي منجلي أحد قادة ثورة التحرير الوطني جندي وسياسي جزائري، ولد في 7 ديسمبر 1922، في منطقة عزابة (ولاية سكيكدة)، وتوفي في نفس المنطقة في 14 نيسان/أبريل 1998. عضو في حركة انتصار الحريات الديمقراطية.
- علي كافي, مجاهد ولد سنة 1928، الرئيس الخامس للجزائر منذ الاستقلال والرئيس السابق المجلس الأعلى للدولة من سنة 1992 إلى 1994.
- سعد عبد الله جاب الله: سياسي جزائري وزعيم حزب جبهة العدالة والتنمية
- مالك شبل: مفكر وفيلسوف وباحث أكاديمي في الأنثروبولوجيا ومؤرخ جزائري ويحمل الجنسية المزدوجة الفرنسية وله حضور قوي في الإعلام الفرنسي والأوروبي.
- دليل بوبكر: عميد مسجد باريس في فرنسا وباحث إسلامي ومفكر معروف يحمل الجنسيتين الجزائرية والفرنسية وأبوه كان إمام مسجد باريس
- عبد الرزاق بوحارة: سياسي ومجاهد وكاتب ووزير جزائري سابق. شغل عدة مناصب سياسية
- محمد مغلاوي : (1944-2009), وزير سابق
- عيسى دراوي: لاعب كرة قدم في الفريق الوطني
- دادو فينومان - مغني الراب الشهير اسمه الحقيقي دادو عبد الباقي من مواليد 24 جوان 1982 بمدينة سكيكدة، صاحب رائعة -بلادي لالجيري عليها نغني ونزيد—الذي وقف وصفق له رئيس الجمهورية شارك في عدة مهرجانات دولية ووطنية-مهرجان الموسيفى الحالية 2007 - 2009 -2010 مهرجان جملية 2008 افتتاح المهرجان الأفريقي 2009 - الجزائر عاصمة للثقافة العربية 2007- تلمسان عاصمة الثقافة الإسلامية 2011 - ممثل الشباب الجزائري 2009 من طرف رئيس الجمهورية وصاحب جوائز كثيرة وتكريمات على المستوى الوطني وحتى الدولي
- هشام رمضان المنشد الشاب من مواليد 15 مارس 1985 بمدينة سكيكدة، حامل لشهادة الليسانس في الترجمة من جامعة منتوري بقسنطينة، شارك في عدة مهرجان وتظاهرات وله عدت إصدارات إنشادية أشهرها ألبوم أبسط هدية الذي يضم رائعة أعيدي اللحن ياأمي - صديقي توأم الروح - لواهج 2012.
- نبيل فارس كاتب
- جمال فزاز مخرج سينمائي
- لمين خان مجاهد ووزير ولد بالقل سنة 1931
- حسان سعيود الأمين العام للمحكمة العليا ولد بتمالوس
- إدريس بوذيبة شاعر
- مسعود حديبي شاعر
- مصطفى نطور كاتب
- إبراهيم لخشين كاتب
- الأزهر عطية روائيس
- الشيخ الطاهر نطور مفكر وإمام
- عبد الحميد شكيل شاعر وكاتب
- لخشين إبراهيم أديب وكاتب
- أحمد شنيقي كاتب
- علي بوزوالغ شاعر
- جان بول سيليا، ولد سنة 1951, عازف قيثارة فرنسي مختص في نوع الجاز والموسيقى المعاصرة
- حسين لحول، ولد سنة 1917, مؤسس جريدة الأمة الجزائرية
- هنري نوفيون (1862 1945), مصرفي فرنسي، مؤسس والرئيس المدير التنفيذي للبنك الأفريقي الغربي
- أكرم بوصقعة من مواليد 1975 برمضان جمال وهو بطل الجزائر عدة مرات في كمال الأجسام.
- سامي العلواني: بطل رفع الأثقال
- عبد الله دراوي: صحفي مالك موقع أخبار سكيكدة
- الشهيد بكوش لخضر
- رابح كبير
- الوزير خان
- بغلول/ رياضي سابق
- الشهيد عزوز لخشين/القل
- عمار مطاطلة عالم ديني وهو تلميذ الشيخ عبد الحميد بن باديس

## وصلات خارجية
- مديرية السياحة لولاية سكيكدة
- جامعة سكيكدة
- السياحة في سكيكدة
- موقع منتدى سكيكدة
- موقع أخبار سكيكدة
- فيليبفيل، الجزائر
- مديرية التجارة لولاية سكيكدة